# Aulonocnemis comorica
Aulonocnemis comorica är en skalbaggsart som beskrevs av Renaud Maurice Adrien Paulian 1975. Aulonocnemis comorica ingår i släktet Aulonocnemis och familjen Aulonocnemidae. Utöver nominatformen finns också underarten A. c. mayottensis.